# Arnd Festerling
Arnd Festerling (* 5. März 1961 in Bremen) ist ein deutscher Journalist. Von Juli 2012 bis März 2019 war er gemeinsam mit Bascha Mika Chefredakteur der Tageszeitung Frankfurter Rundschau.

## Leben
Festerling absolvierte ein Volontariat beim Gemeinschaftswerk der Evangelischen Publizistik. Bei der Frankfurter Rundschau war er anfangs als Sportredakteur tätig und übte dann in anderen Ressorts leitende Funktionen aus, darunter acht Jahre als Chef der Redaktion Politik/Wirtschaft. Zuletzt war er Leiter der Stadtredaktion Frankfurt und der Regionalredaktion Rhein-Main. 2012 wurde er Chefredakteur. Er folgte Uwe Vorkötter, der zuvor in Personalunion Chefredakteur der Frankfurter Rundschau und Berliner Zeitung gewesen war und als Berater für digitale Projekte in den Vorstand der Mediengruppe M. DuMont Schauberg, der damaligen Mehrheitsgesellschafterin der Frankfurter Rundschau, wechselte. Ende 2018 kündigte Festerling an, Mitte 2019 von seinem Posten als Chefredakteur zurückzutreten, „um nochmal etwas anderes auszuprobieren“.

## Auszeichnung
2001 erhielt Festerling den 2. Preis des Wächterpreises der deutschen Tagespresse für seine Berichterstattung über die versuchte Vertuschung eines Bombenangriffs der US-Luftwaffe auf einen Personenzug während des Kosovokrieges.